# Amhyadesia pacifica
Amhyadesia pacifica is een mijtensoort uit de familie van de Hyadesiidae. De wetenschappelijke naam van de soort is voor het eerst geldig gepubliceerd in 1984 door Fain & Schuster.